# Kishunpur
Kishunpur is een nagar panchayat (plaats) in het district Fatehpur van de Indiase staat Uttar Pradesh. 

## Demografie
Volgens de Indiase volkstelling van 2001 wonen er 5.943 mensen in Kishunpur, waarvan 52% mannelijk en 48% vrouwelijk is. De plaats heeft een alfabetiseringsgraad van 49%. 